# Don Coryell
Donald David „Don“ Coryell (* 17. Oktober 1924 in Seattle, Washington; † 1. Juli 2010 in La Mesa, Kalifornien) war ein US-amerikanischer American-Football-Trainer in der National Football League (NFL).

## College
Nach drei Jahren als Head Coach für das Whittier College und einem Jahr als Assistent von John McKay bei den USC Trojans wechselte er als Head Coach zur San Diego State University. Hier trainierte er die San Diego Aztecs von 1961 bis 1972 und erzielte dabei eine Siegquote von 104 Siegen zu 19 Niederlagen bei zwei Unentschieden. Zeitweise war John Madden sein Assistenztrainer für die Defense.

## National Football League (NFL)

### St. Louis Cardinals
Nach seinem Weggang von den Aztecs war er zwischen 1973 und 1977 Head Coach der St. Louis Cardinals und gewann mit Jim Hart als Quarterback 1974 und 1975 zweimal die NFC East. 1974 wurde er von der Associated Press zum NFL Coach of the Year Award gewählt. Darüber hinaus erzielte er mit einer Bilanz von 42-27-1 eine Siegquote von rund 67 Prozent, wohingegen die Cardinals in den 22 vorherigen Saisons lediglich 45 Prozent ihrer Spiele gewinnen konnten. Obwohl seine Tätigkeit in St. Louis nur einen geringen Teil seiner Trainertätigkeit ausmachte, schuf er im dortigen Busch Memorial Stadium seine Air Coryell genannte Offensivtaktik. Assistenztrainer des Offensive Backfields war Joe Gibbs.

### San Diego Chargers
Diese Taktik baute er weiter aus, als er 1978 Head Coach der San Diego Chargers wurde. Während seiner dortigen bis 1986 dauernden Tätigkeit führten seine Neuerungen die Mannschaft zu 69 Siegen bei 56 Niederlagen. Während dieser Zeit setzte die von Quarterback Dan Fouts geleitete Offense neue NFL-Rekorde in fast jeder Saison. Zwei weitere Stützen seines Teams waren der Wide Receiver Charles Joiner und der Tight End Kellen Winslow. Obwohl er die San Diego Chargers 1980 und 1981 ins AFC Championship Game führte, konnte er jedoch nie den Super Bowl erreichen. Trainer der Offense war dabei zwischen 1979 und 1980 wiederum Joe Gibbs. Während seiner 14-jährigen Tätigkeit als Head Coach in der NFL erreichte er eine Quote von 111 Siegen bei 83 Niederlagen und einem Unentschieden.
Im Februar 2010 stand Coryell erstmals auf der Liste der Nominierten für die Aufnahme in die Pro Football Hall of Fame, wurde jedoch trotz prominenter Unterstützer nicht aufgenommen. Dennoch waren seine Neuerungen beeinflussend; so schuf er das „Air Coryell“ genannte Offensivsystem und das sogenannte Three Digit Play-calling System, das heute von fast jedem Team in der NFL genutzt wird. Ein Spielzug namens „896“ bezeichnete z. B., dass der eine Wide Receiver (1. Stelle) einen mit „8“ kodierten Laufweg nimmt (diagonal nach innen), der Tight End (2. Stelle) einen mit „9“ kodierten Laufweg (geradeaus in die Tiefe), und der andere Wide Receiver (3. Stelle) einen mit „6“ kodierten Laufweg nimmt (rechteckiger Lauf nach innen). So mussten sich die Spieler nur eine dreistellige Zahl merken, um genau zu wissen, welcher Spielzug gemeint war.

### Air Coryell
Coryell ist vor allem für seine „Air Coryell“ genannte Angriffstaktik bekannt. Sie basiert auf den Vorarbeiten von Sid Gillman, der als Pionier des Passspiels in der NFL gilt. Air Coryell betont ein schnelles, präzises Passspiel, welches wiederum ein hohes Maß an Timing zwischen Quarterback und Passempfänger erfordert. Eine Besonderheit ist es, dass nicht nur Wide Receiver, sondern auch Runningbacks und Tight Ends exakte Routen laufen und fangsichere Hände haben müssen. Das Air-Coryell-System benutzt oft lange Würfe in die Tiefe, die von einem wurfstarken Quarterback auf schnelle, fangsichere Wide Receiver und einem vielseitigen Tight End abgenommen werden. So brachte Coryell die Qualitäten von Quarterback Dan Fouts, Wide Receiver Charles Joiner und Tight End Kellen Winslow optimal zur Geltung, die allesamt in die Pro Football Hall of Fame angenommen wurden. Air Coryell besitzt Ähnlichkeiten zur West Coast Offense, betont aber mehr Würfe in die Tiefe als Würfe in die Breite.

## Militärdienst
Während des Zweiten Weltkrieges diente Coryell in der 10th Mountain Division.